# KNM B-5
Le KNM B-5 était un sous-marin norvégien de l’entre-deux-guerres, l’un des six sous-marins de classe B construits. Lancé le 17 juin 1929 au chantier naval de Karljohansvern à Horten, il est mis en service dans la marine royale norvégienne le 1er octobre 1929. Au cours de la campagne de Norvège en avril 1940, il est capturé par les Allemands, puis incorporé en novembre à la Kriegsmarine sous la désignation de UC-1. Il a été utilisé à des fins d’entraînement jusqu’en mars 1942, puis a été mis au rebut.

## Conception et construction
Après le déclenchement de la Première Guerre mondiale et la saisie du dernier sous-marin de classe A par l’Allemagne, les Norvégiens ont commencé à chercher d’autres fournisseurs afin d’acquérir davantage de sous-marins. Les chantiers navals britanniques, italiens et américains ont été envisagés. Finalement il a été décidé de faire appel au chantier naval Electric Boat de Groton, situé aux États-Unis, neutres à l’époque, ce qui devait garantir la livraison des navires malgré les hostilités en cours. Le gouvernement norvégien a donc commandé en 1915 six navires du modèle EB 406B (EB 64B), très similaire à la conception des navires américains de classe L, qui devaient être construits au chantier naval national de Horten à partir de pièces détachées fournies par les États-Unis,. Cependant, la guerre sous-marine dans l'Atlantique a provoqué l’arrêt de l’approvisionnement de la Norvège en composants et matériaux américains, et donc de la construction des navires après la pose de la quille. En compensation, le chantier naval a essayé de vendre aux Norvégiens six sous-marins de classe H qui n’avaient pas été pris en compte par la Russie en raison du déclenchement de la révolution russe, mais ils ont été repris par l’US Navy. En conséquence, les navires de classe B ont été achevés bien après la guerre, entrant en service entre 1923 et 1930,.
Le KNM B-5 a été construit au chantier naval de Karljohansvern à Horten (numéro de chantier 116) ,. Il a été mis en chantier en décembre 1925 et lancé le 17 juin 1929,.

## Données techniques
Le B-5 était un sous-marin à simple coque d’une longueur hors tout de 51 mètres, d’une largeur de 5,33 mètres et d’un tirant d'eau de 3,5 mètres,. Le déplacement standard était de 420 tonnes en surface et de 545 tonnes en immersion,. Le navire était propulsé en surface par deux moteurs Diesel Sulzer d’une puissance totale de 900 ch. Sous l’eau, il était propulsé par deux moteurs électriques d’une puissance totale de 700 ch. Les moteurs diesel et électriques étaient fabriqués à Horten,. Deux arbres d'hélice entraînaient deux hélices, fournissant une vitesse de 14,5 nœuds en surface et de 10,5 nœuds en immersion,. Le rayon d'action était de 2900 milles marins à 9 nœuds en surface et de 150 milles marins à 3 nœuds en immersion. La profondeur d’immersion maximale admissible était de 60 mètres.
Le navire était équipé de quatre tubes lance-torpilles de 450 mm avec un approvisionnement total de six torpilles,. L’artillerie se composait d’un canon antiaérien Bofors de 75 mm L/28,.
L’équipage du navire se composait de 23 officiers, officiers mariniers et matelots,.

## Service

### Marine royale norvégienne
Après son achèvement, le 1er octobre 1929, le KNM B-5 est accepté en service dans la Marine royale norvégienne,. Le navire, ainsi que ses sister-ships B-1, B-2, B-3, B-4 et B-6, opérait en mer du Nord. Au début de la Seconde Guerre mondiale, le navire était obsolète. Au moment de l’attaque allemande contre la Norvège en avril 1940, le navire était basé à Kristiansand. À la suite du débarquement des forces allemandes, le B-5 a été capturé à la base navale de Marvika le 11 avril 1940,.

### Kriegsmarine
Après des réparations, le navire est mis en service dans la Kriegsmarine le 20 novembre 1940 sous la désignation de UC-1,. Le premier commandant allemand du navire fut le Kapitänleutnant Wilhelm Kiesewetter. En mai 1941, le Kapitänleutnant Georg Lange prend le commandement de l'UC-1. De juin 1941 jusqu’à la fin de son service, le navire a été utilisé comme navire-école à l'U-Abwehrschule de Gotenhafen. Entre octobre et novembre 1941, l'Oberleutnant zur See Otto Wollschläger est au commandement, puis le commandement revient à Georg Lange. Le navire fut désarmé le 28 mars 1942 et mis au rebut.